# 자전차왕 엄복동
《자전차왕 엄복동》은 2019년에 개봉한 대한민국의 영화이다.

## 캐스팅
- 정지훈: 엄복동 역
- 강소라: 김형신 역
- 이범수: 황재호 역
- 고창석: 안도민 역
- 김희원: 사카모토 역
- 민효린: 경자 역
- 이시언: 이홍대 역
- 박진주: 봉선 역
- 정석원: 카츠라 역
- 최대철: 천병철 역
- 신수항: 귀동 역
- 한성빈: 모리시타 역
- 조서후: 미키 역
- 김희진: 광식 역
- 송재호: 고종 역
- 박근형: 하세가와 역
- 이경영: 엄선양 역
- 함태인: 애국단 1 봉수 역
- 이충구: 애국단 2 진규 역
- 강덕중: 애국단 3 경훈 역
- 황희: 장칼헌병장교 역
- 김기범: 사카모토 부관 1 역
- 이정현:  사카모토 부관 2 역
- 김태현: 이노키 역
- 김문학: 일미상회선수 1 역
- 이지환: 일미상회선수 2 역
- 유영준: 일미상회선수 3 역
- 정규호: 일미상회선수 4 역
- 하재우: 일미상회선수 5 역
- 최동익: 일미상회선수 6 역
- 이한들: 일미상회선수 7 역
- 도용구: 총독부 관리 1 역
- 김수웅: 총독부 관리 2 역
- 한태일: 민족지사 1 역
- 기연호: 민족지사 2 역
- 이동용: 관중 1 역
- 김병철: 관중 2 역
- 박성택: 마사오 대좌 역
- 이승로: 대좌 부관 역
- 문두환: 유랑극단 앞 헌병 역
- 한철우: 유기전 주인 역
- 차순배: 삼화여관 주인장 역
- 김재열: 유곽 포주 역
- 배창호: 용산연병장 헌변대장 역
- 박상원: 용산연병장 사열대 대대장 역
- 이정필: 고문실 헌병 역
- 염호정: 본부석 찻잔 소녀 역
- 김원진: 빈농 1 역
- 윤종구: 빈농 2 역
- 오승희: 유곽여인 1 역
- 허유리: 유곽여인 2 역
- 임채선: 추남 역
- 이찬유: 호외 소년 역
- 이장원: 경기장 진행요원 역
- 최환: 인력사무소 십장 역
- 정혜윤: 일미상회 앞 아이들 역
- 야마노우치 타스쿠: 경기장 아나운서 (목소리) 역
- 신철진: 기름집 사장 역 (우정출연)
- 고수희: 포목점 여주인 역 (우정출연)
- 오민애: 상궁 역 (우정출연)
- 이한위: 구두방 주인 역 (특별출연)
- 김일우: 자전차 사장 역 (특별출연)
- 이원종: 최재필 역 (특별출연)
- 왁스: 정 여사 역 (특별출연)

## 개봉 전 소식
개봉을 앞두고 2019년 2월 19일 서울 CGV 용산 아이파크 몰에서 김유성 감독과 배우 정지훈, 강소라, 이시언, 이범수가 참석한 가운데 언론 시사회가 열렸다.

## 영화 논란
영화의 실제 주인공인 엄복동이 상습적으로 자전거를 훔친 절도범이란 사실이 알려졌다.

## 흥행 여부
《자전차왕 엄복동》은 2019년 2월 27일 수요일 개봉하여 개봉일에 당일 4만 3천여명의 관객을 동원하는 데 그쳤다. 심지어 《사바하》(16만 7천), 《증인》(13만 8천)에도 뒤질 뿐 아니라 같은 날 개봉된 《항거:유관순 이야기》의 9만 9천명에도 훨씬 못 미친다. 3월 3일 첫 주말까지의 누적 관객수는 15만 4천명이며,
최종 관객수는 17만 2212명에 그쳤다. 한편 이러한 흥행 실패로 인해 조롱의 의미를 담아 영문 이니셜 앞글자를 따 만든 신조어인 UBD가 누리꾼들 사이에서 인기를 얻기도 했다. UBD는 누리꾼들 사이에서 영화 관객 수를 측정하는 단위로 쓰이는데, 1UBD는 대락 17만명 정도의 수준을 뜻한다.

## 같이 보기
- 2019년 대한민국의 영화 목록
- 일제강점기
- 자전거 경주
- 엄복동